# 牛埔 (新竹市)
牛埔，是台灣新竹市香山區的一個傳統地域名稱。

## 地理

### 區域

#### 地名由來
因其為昔日放牛之草埔地而得名。:578

#### 範圍
牛埔位於香山區東部。相較於今日行政區，其範圍大致包括牛埔里、埔前里、中埔里、頂埔里、頂福里、台溪里客雅溪西岸地區、曲溪里，另包括東香里西北端、香村里西北端及東北端。

#### 聚落
本地區發展較早的聚落有三塊厝、客雅溪南、埔羗圍、頂牛埔、下牛埔等，在日治初期的官方地圖上已有記載。後縱貫鐵路以北地區快速都市化，目前已與新竹市區連成一片。

### 水文
本地區北側以客雅溪與虎子山、崙子為鄰、東北側客雅溪與客雅為鄰。另有其支流油車溝溪流經。

## 歷史
台灣清治末期至日治前期，牛埔地區為一街庄，稱為「牛埔庄」，隸屬於竹北一堡。該庄昔日北及東北隔客雅溪與虎仔山庄、崙仔庄、客雅庄為界，東南與青草湖庄為鄰，南邊為香山坑庄，西南邊隔三姓公溪與香山庄為界，西邊為浸水庄。
1901年（日治明治三十四年）11月，全台廢縣廳改設二十廳，該庄隸屬於新竹廳。1909年（明治四十二年）10月，合併二十廳為十二廳，該庄隸屬不變。1920年（大正九年），廢十二廳改設五州二廳，該庄改制為「牛埔」大字，隸屬於新竹州新竹郡香山庄。1941年（昭和十六年），香山庄廢庄併入新竹市。
戰後新竹市改制為省轄市，香山仍屬之，大字改制為里。1946年新竹市重劃為五個區，香山為其中一區。1950年新竹縣市合併後拆分為桃、竹、苗三縣，新竹市縮減轄區並降為新竹縣縣轄市，香山區拆出成為香山鄉，隸屬於新竹縣，本地區仍屬之，但里改制為村。1982年7月，新竹市再度升格為省轄市，香山鄉再度併入成為香山區，村再度改制為里。由於人口增加，本地區已拆分為多個里。

## 交通
台鐵縱貫線大致以橫向轉東北東—西南西走向經過牛埔地區中部，境內未設站。東北側最近的是新竹車站，屬一等站，各級列車皆有停靠；西南側最近的是三姓橋車站，屬簡易站，只停靠區間車。
省道台1線又稱「縱貫公路」，是台北至屏東楓港的傳統幹道，大致以北北東—南南西走向轉東北東—西南西走向經過本地區，其中大部分路段均與台鐵縱貫線平行而位於其北側。向北北東轉東北可繞過新竹市區以前往竹北、新豐、老湖口等地，向西南西轉南可前往頭份、竹南、後龍等地。
茄苳景觀大道是客雅、牛埔交界地帶至國道3號茄苳交流道的道路，其北側端點位於本地區北部界河客雅溪北岸的竹香北路路口。由此向西南跨越台鐵縱貫線及省道台1線後轉東南蜿蜒而行，經客雅大道路口後進入香山坑地區，再經內獅、茄苳交流道後終止，續行可接東香東街、雙林路。

## 學校

#### 中等教育
- 新竹第一中學新竹分部（1966年）→新竹第四中學（1968年）→成德國民中學（1968年）→成德完全中學（1996年）→成德高級中學（2001年）

#### 初等教育

##### 公立
- 牛埔公學校（1910年）→香山公學校（1921年）→香山國民學校（1941年）→新竹第六國民學校（1946年）→香山國民學校（1947年）→香山國民小學（1968年）
- 頂埔國民小學（1992年）

##### 私立
- 新竹荷蘭國際學校（1981年）

## 廟宇
- 新竹市三聖宮